# Tannenberg (1932)
Tannenberg ist ein schweizerisch-deutscher Spielfilm von Heinz Paul aus dem Jahre 1932 mit Hans Stüwe in der Hauptrolle.

## Handlung
Der Film beginnt kurz nach Ausbruch des Ersten Weltkriegs im August 1914 an der Ostfront. Der russische Überraschungsangriff auf den nordöstlichsten Landesteil setzt den deutschen Verteidigern schwer zu. Die Übermacht der Zarenarmee hat die deutschen Soldaten zurückgedrängt und macht die Evakuierung der Bewohner des östlichen Ostpreußen ins Landesinnere der Provinz notwendig. Rittmeister von Arndt führt eine deutsche Batterie gegen die Russen; durch Zufall wird er mit seinen Männern beim Rückzug auf sein eigenes Gut verschlagen. Arndts Frau will nicht der Anordnung nachkommen, sich dem Treck der Fliehenden gen Westen anzuschließen. Grete von Arndt will ausharren, da sie wie die Frau des Gutsverwalters Puchheiten fest an einen Entsatz durch die deutschen Truppen und an die Zurückschlagung des Feindes glaubt. Arndt kann den vorstürmenden Russen jedoch nicht standhalten, und so wird sein Landsitz bald vom Gegner eingenommen. Infolge der Zuspitzung der militärischen Lage entschließt sich die OHL in Berlin zur Ablösung des bisherigen Oberbefehlshabers der 8. Armee, Graf Waldersee, und zur Reaktivierung des bereits pensionierten Generals Paul von Hindenburg. Dieser reorganisiert die Armee von Grund auf neu und lässt alle versprengten deutschen Soldaten an den masurischen Seen aufsammeln.
Der junge Husar Franke wurde von der russischen Militärmaschinerie überrollt und hält sich auf dem besetzten Gutshof Arndts versteckt. Mit Hilfe von Fritz, dem zehnjährigen Sohn von Frau Puchheiten, will er versuchen, sich zu den deutschen Linien durchzuschlagen. Dieser Ausbruchsversuch gelingt, und Franke bringt seinen Leuten wichtige Nachrichten mit, nämlich dass der russische Generalleutnant Mingin auf dem Arndtschen Anwesen sein Hauptquartier aufgeschlagen habe. Bald darauf kommt es zur Entscheidungsschlacht nahe Tannenberg. Während der russischen Vormarsch gestoppt werden kann, erhält von Arndt den Befehl, sein eigenes Landgut zu beschießen. Da seine Frau Grete sich bekanntlich zum Bleiben entschlossen hatte, müsste von Arndt wahrscheinlich den Tod der eigenen Familie in Kauf nehmen. Fritz Puchheiten bietet sich dem verzweifelten Gutsherrn zur heimlichen Rückkehr an, um von Arndts Familie vor dem drohenden Beschuss zu warnen. Es kommt zu heftigen Kämpfen, bei denen von Arndt fällt, seine Familie jedoch am Leben bleibt. Mit diesem Sieg der deutschen Truppen im Kleinen korrespondiert der Ausgang der Schlacht von Tannenberg: ein großartiger Sieg der deutschen Armee.

## Produktionsnotizen
Tannenberg entstand ab dem 17. Juni 1932 und wurde im darauf folgenden Monat fertiggestellt. Die Außenaufnahmen entstanden in Ostpreußen an den masurischen Seen. Der Film bestand aus 12 Akten und war zunächst 2891 Meter lang. Durch Kürzung der beanstandeten Szenen (s. u.) hatte der Film schließlich nur noch eine Länge von knapp 2762 Meter und wurde durch die Zensur am 29. August 1932 für die Jugend freigegeben. Die Uraufführung fand am 31. August 1932 in Wien statt. Anschließend lief der Film in der Provinz, um vorsichtshalber erst einmal dort die Publikumsreaktionen einzuschätzen. Die Thematik war insofern heikel, als der zum „Helden von Tannenberg“ avancierte Paul von Hindenburg zu diesem Zeitpunkt das Amt des Reichspräsidenten innehatte. In Berlin kam Tannenberg schließlich erstmals am 27. September 1932 im Primus-Palast und im Titania-Palast zur Aufführung.
Harry Dettmann agierte als Produktionsleiter, Heinz Ritter sorgte für die Standfotos. Die Filmbauten stammten von Robert A. Dietrich, Adolf Jansen sorgte für den Ton. Als militärischer Berater diente der Berufsoffizier Georg von Viebahn, der auch am Drehbuch beteiligt gewesen war.

## Zensurprobleme
Weil der „Held von Tannenberg“, Paul von Hindenburg, bereits zur Drehzeit als deutsches Staatsoberhaupt amtierte, wurde ihm der Film vor seiner Freigabe vorgelegt. Hindenburg war mit einigen ihn betreffenden Szenen nicht einverstanden, so dass fast sämtliche Szenen, in denen Hindenburg auftauchte, eliminiert wurden. Die Fachzeitschrift "Film-Journal" schrieb dazu: "Wenn auch aus den bekannten, für den gesunden Menschenverstand unbegreiflichen Zensurgründen die Hindenburg-Szenen auf ein Minimum zusammengeschmolzen sind, so erkennt man doch die Grundidee des Films: Hindenburg, der Retter Ostpreußens!"

## Historischer Hintergrund
Die Schlacht bei Tannenberg fand vom 26. bis zum 30. August 1914 im südlichen Ostpreußen statt. 153.000 deutsche Soldaten standen 191.000 russischen Gegnern gegenüber. Die von Hindenburg und seinem Chef des Stabes und Chefstrategen Ludendorff geführte 8. Armee siegte über die russische erste Njemen-Armee unter General Rennenkampff und die zweite Narew-Armee unter General Samsonow. Die Zarentruppen waren seitdem derart geschwächt, dass sie während des gesamten Weltkriegs keinen entscheidenden Vorstoß mehr gegen deutsches Gebiet unternehmen konnten.

## Kritiken
„Heinz Paul, sonst ein Spezialist und Routinier in Kriegsfilmen wie er mit ‚Douaumont‘ bewiesen hat, hat mit ‚Tannenberg‘ einen schwachen Film gemacht: filmische Nachkonstruktion eines Schullesebuchs, reportagemäßig, didaktisch. Wo ist hier vor der grandiosen Kulisse das hinreißende dramatische und vor allem das bewegte filmische Element? Die Schlacht von Tanneberg wurde in Wirklichkeit durch die heroischen Märsche der Truppen gewonnen, die graphischen Karten des Majors Georg von Viebahn im Film zeigen es. Die Filmbilder zeigen es nicht. Dafür zeigen sie eine belanglose novellistische Spielhandlung mit Hans Stüwe als Ulanenrittmeister und Gutsbesitzer…“

Paimann’s Filmlisten resümierte: „Ohne Tendenz, ohne Hurrah-Patriotismus, eine sachliche Darstellung von Kampfhandlungen, mehr strategische Operationen denn Gefechtsdetails aufzeigend. Manch starke Szenen neben über Gebühr gedehnten Passagen, erläuternde Graphikas. Stimmungsgesättigte Illustrationsmusik …, tadellose Photographie… Als Reportagefilm über dem Durchschnitt.“